# Michelshof (Luksemburg)
Michelshof (lb. Méchelshaff) – mała miejscowość (lieu-dit) we wschodnim Luksemburgu, w kantonie Echternach, w gminie Consdorf. Do 3 października 2015 gmina leżała w dystrykcie Grevenmacher. 